# Lucas Lovat
Lucas Lovat (Florianópolis, 15 de enero de 1997) es un futbolista brasileño. Juega de defensa y su equipo es el Goiás E. C. del Campeonato Brasileño de Serie B.

## Trayectoria
Lovat hizo su debut profesional en la Superliga de Eslovaquia con el Spartak Trnava contra el DAC Dunajská Streda el 23 de febrero de 2019.

## Clubes
| Club                    | País       | Año       |
| ----------------------- | ---------- | --------- |
| Avaí F. C.              | Brasil     | 2015-2019 |
| Grêmio (cedido)         | Brasil     | 2017      |
| F. C. Spartak Trnava    | Eslovaquia | 2019-2020 |
| Š. K. Slovan Bratislava | Eslovaquia | 2020-2024 |
| Ajmat Grozni            | Rusia      | 2024-     |
| Goiás E. C. (cedido)    | Brasil     | 2025-     |

## Palmarés

### Títulos nacionales
| Título                  | Club                    | País       | Año  |
| ----------------------- | ----------------------- | ---------- | ---- |
| Copa de Eslovaquia      | F. C. Spartak Trnava    | Eslovaquia | 2019 |
| Superliga de Eslovaquia | Š. K. Slovan Bratislava | Eslovaquia | 2020 |
| Copa de Eslovaquia      | Š. K. Slovan Bratislava | Eslovaquia | 2020 |
| Superliga de Eslovaquia | Š. K. Slovan Bratislava | Eslovaquia | 2021 |
| Copa de Eslovaquia      | Š. K. Slovan Bratislava | Eslovaquia | 2021 |
| Superliga de Eslovaquia | Š. K. Slovan Bratislava | Eslovaquia | 2022 |
| Superliga de Eslovaquia | Š. K. Slovan Bratislava | Eslovaquia | 2023 |